# Titiyo
Титийо Ямбалу Фелиция Джа (швед. Titiyo Yambalu Felicia Jah; род. 23 июля 1967), известная под сценическим именем Titiyo — шведская певица и автор песен. Обладательница четырёх премий «Грэммис».

## Биография
Титийо родилась в Стокгольме в семье Ахмаду Джа, барабанщика из Сьерра-Леоне, и Майлен Бергстрём. Она является единокровной сестрой певицы Нене Черри и сводной сестрой музыканта Eagle-Eye Cherry. Детские годы она провела в Сольне.
Титийо открыла свои вокальные способности, когда старшая сестра пригласила её петь вместе с ней в студии в Лондоне. Она основала свою собственную группу в 1987 году, выступала с ней в Стокгольме и подписала контракт с местным лейблом Telegram в 1989 году. Она также была бэк-вокалисткой ряда шведских исполнителей, включая Army of Lovers и Якоба Хеллмана. В 1989 году певица выпустила свой дебютный альбом Titiyo, который поднялся на 3-ю позицию национального хит-парада, был выпущен в Соединенных Штатах лейблом Arista и внёс вклад в шведскую R&B-волну в США, которая продолжалась на протяжении 1990-х годов. Сингл «My Body Says Yes» стал хитом в Северной Америке, а «Talking to the Man in the Moon» достиг 6-й позиции в шведском чарте; последующий сингл «After the Rain» поднялся на 13 место.
Титийо взяла двухлетний перерыв и вернулась в 1993 году с кавером на песню Ареты Франклин «Never Let Me Go» (достиг 25-го места в шведском чарте), впоследствии вошедшим в её второй полноформатный альбом This Is Titiyo. Ремиксы на эту и некоторые другие её песни были популярны на клубной сцене Лондона. Её третий альбом Extended, спродюсированный Кентом Исааксом и выпущенный шведским лейблом Diesel Music, вышел в 1997 году с синглом «Josefin Dean» (назван в честь лучшего друга Мэрайи Кэри).

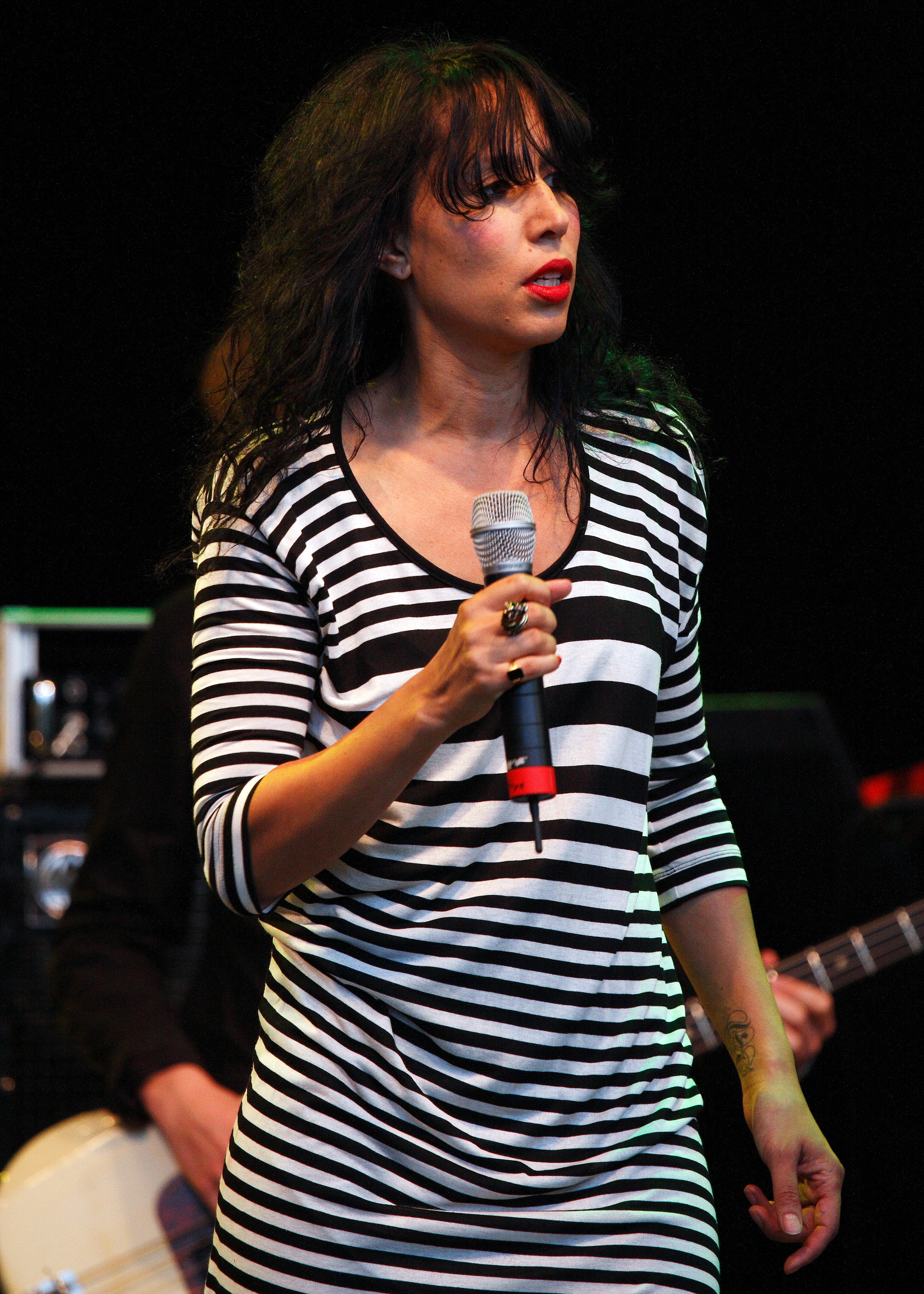
Titiyo в Шеллефтео 2008

В 2001 году карьера Титийо вновь пошла в гору с выходом успешного четвёртого студийного альбома Come Along (выпущен в США в 2002 году также лейблом Diesel Music) с одноимённым синглом «Come Along», который стал международным хитом. Спродюсированный Петером Свенссоном (The Cardigans) и Йоакимом Бергом (Kent), альбом и его заглавная песня добрались до вершины шведских чартов, а сингл имел успех в ряде европейских стран, включая Францию, Германию, Швейцарию и Нидерланды. Второй сингл с альбома, «1989», был не столь успешным, но вошёл в топ-30 во французском чарте.
После длительного перерыва Warner Music выпустила в 2004 году альбом лучших песен, названный Best of Titiyo, в который вошли две новые песни. Одна из этих песен, «Loving out of Nothing», попала в топ-20 в Швеции в начале 2005 года.
Весной 2008 года Титийо предложили спеть в сингле Kleerup «Longing for Lullabies». Выпущенный в апреле 2008 года в Скандинавии, сингл вошёл в топ-20 В Дании и топ-10 в Швеции.
Titiyo выпустила свой пятый альбом Hidden на шведском независимом лейбле Sheriff конце 2008 года. Альбом в основном содержал песни собственного сочинения, а также результаты сотрудничества с Kleerup, Moto Boy и Гораном Кайфесом из Oddjob. Были выпущены клипы на песни «Stumble to Fall» и «Awakening».
В 2015 году Титийо выпустила свой шестой альбом 13 Gården, который удостоился номинации на премию Грэммис в категории «Лучший поп-альбом».

## Личная жизнь
В 1992 году у Титийо родилась дочь Феми. Её отец — музыкальный продюсер Магнус Фрикберг.

## Дискография

### Студийные альбомы
| Год  | Альбом         | Наивысшая позиция | Сертификация |
| Год  | Альбом         | SWE               | Сертификация |
| ---- | -------------- | ----------------- | ------------ |
| 1990 | Titiyo         | 3                 |              |
| 1993 | This Is Titiyo | 1                 |              |
| 1997 | Extended       | 27                |              |
| 2001 | Come Along     | 1                 |              |
| 2008 | Hidden         | 18                |              |
| 2015 | 13 Gården      | 5                 |              |

### Сборники
| Год  | Альбом                | Наивысшая позиция | Сертификация |
| Год  | Альбом                | SWE               | Сертификация |
| ---- | --------------------- | ----------------- | ------------ |
| 2004 | A Collection of Songs | 32                |              |
| 2013 | Collection            | 54                |              |

### Избранные синглы
| Год  | Сингл                                                               | Позиции в чартах | Позиции в чартах | Позиции в чартах | Позиции в чартах | Позиции в чартах | Позиции в чартах | Позиции в чартах | Позиции в чартах | Позиции в чартах | Позиции в чартах | Альбом                                    |
| Год  | Сингл                                                               | SWE              | BEL (FL)         | BEL (WA)         | DEN              | FRA              | GER              | NL               | SWI              | UK               | US               | Альбом                                    |
| ---- | ------------------------------------------------------------------- | ---------------- | ---------------- | ---------------- | ---------------- | ---------------- | ---------------- | ---------------- | ---------------- | ---------------- | ---------------- | ----------------------------------------- |
| 1989 | «Man in the Moon»                                                   | 6                | —                | —                | —                | —                | —                | —                | —                | —                | —                | Titiyo                                    |
| 1989 | «After the Rain»                                                    | 13               | —                | —                | —                | —                | —                | —                | —                | 60               | —                | Titiyo                                    |
| 1990 | «Flowers»                                                           | —                | —                | —                | —                | —                | —                | —                | —                | 71               | —                | Titiyo                                    |
| 1991 | «My Body Says Yes»                                                  | —                | —                | —                | —                | —                | —                | —                | —                | —                | 42               | Titiyo                                    |
| 1993 | «Never Let Me Go»                                                   | 25               | —                | —                | —                | —                | —                | —                | —                | —                | —                | This Is                                   |
| 1994 | «Tell Me (I’m Not Dreaming)»                                        | —                | —                | —                | —                | —                | —                | —                | —                | 45               | —                | This Is                                   |
| 1995 | «It Should Have Been You» (Blacknuss feat. Jennifer Brown & Titiyo) | —                | —                | —                | —                | —                | 80               | —                | —                | 83               | —                | Blacknuss Allstars (альбом Blacknuss)     |
| 1996 | «We Vie» (Titiyo & Stakka Bo с Fleshquartet и Nåid)                 | 10               | —                | —                | —                | —                | —                | —                | —                | —                | —                | jr. (альбом Stakka Bo)                    |
| 2001 | «Come Along»                                                        | 3                | 17               | 35               | 7                | 13               | 11               | 20               | 22               | —                | —                | Come Along                                |
| 2001 | «1989»                                                              | —                | 56               | 43               | —                | 23               | —                | 88               | 83               | —                | —                | Come Along                                |
| 2004 | «Lovin' Out of Nothing»                                             | 17               | —                | —                | —                | —                | —                | —                | —                | —                | —                | Best of - A Collection of Songs           |
| 2005 | «Feels Like Heaven»                                                 | —                | —                | —                | —                | —                | —                | —                | —                | —                | —                | Best of - A Collection of Songs           |
| 2007 | «Du» (с Стаффаном Хеллстрандом)                                     | 7                | 71               | —                | 14               | —                | —                | —                | —                | —                | —                | без альбома                               |
| 2008 | «Longing for Lullabies» (с Kleerup)                                 | 7                | 71               | —                | 14               | —                | —                | —                | —                | —                | —                | Kleerup (альбом Kleerup)                  |
| 2008 | «300 Slow Days in a Row» (с Марит Бергман)                          | —                | —                | —                | —                | —                | —                | —                | —                | —                | —                | The Tear Collector (альбом Марит Бергман) |
| 2008 | «Longing for Lullabies» (сольная версия)                            | 42               | —                | —                | —                | —                | —                | —                | —                | —                | —                | Hidden                                    |
| 2008 | «Stumble to Fall»                                                   | —                | —                | —                | —                | —                | —                | —                | —                | —                | —                | Hidden                                    |
| 2009 | «Awakening»                                                         | 52               | —                | —                | —                | —                | —                | —                | —                | —                | —                | Hidden                                    |
| 2010 | «If Only Your Bed Could Cry» (с Moto Boy)                           | —                | —                | —                | —                | —                | —                | —                | —                | —                | —                | Hidden                                    |
| 2010 | «Side by Side» (с Теодором Йенсеном)                                | —                | —                | —                | —                | —                | —                | —                | —                | —                | —                | Tough Love (альбом Теодора Йенсена)       |
| 2013 | «Själen av en vän»                                                  | 20               | —                | —                | —                | —                | —                | —                | —                | —                | —                |                                           |
| 2014 | «Drottningen är tillbaka»                                           | —                | —                | —                | —                | —                | —                | —                | —                | —                | —                | 13 Gården                                 |
| 2014 | «Solna»                                                             | —                | —                | —                | —                | —                | —                | —                | —                | —                | —                | 13 Gården                                 |
| 2015 | «Taxi»                                                              | —                | —                | —                | —                | —                | —                | —                | —                | —                | —                | 13 Gården                                 |

## Награды
Титийо является обладательницей четырёх премий Грэммис (Швеция):
- 1989: Дебют года
- 1990: Лучшая поп/рок исполнительница
- 1997: Лучшая поп/рок исполнительница
- 2001: Песня года («Come Along»)